# Акр
Акр (англ. acre; международное обозначение: ac или акр) — неметрическая земельная мера, применяемая в ряде стран с английской системой мер: в Великобритании, США, Канаде, Австралии и почти во всех странах бывшей Британской Империи. В большинстве случаев его официально используют для торговли, если он указан в качестве дополнительной информации, и не используется для регистрации земли.

## Соотношение с другими единицами площади
1 акр равен:
- 4046,8564224 квадратных метра (м²)
- ≈ 1/247 ≈ 0,004 квадратного километра (км²)
- 0,405 гектара (га)
- 40,46856 ара (а), или 40,5 сотки
- 4 руда
- 4840 квадратных ярдов
- 888,97 квадратной сажени
- 0,37 десятины
- 1⁄30 земельного ярда
- 1⁄640 квадратной мили

## История
Акр первоначально, в средние века, обозначал площадь земли, обрабатываемую в день одним крестьянином с одним волом. Затем традиционно 1 акр стал равным площади прямоугольного поля со сторонами 1 чейн на 1 фурлонг (66 футов на 660 футов соответственно), что в точности равно десяти квадратным чейнам, а в соответствии с Международным соглашением от 1959 года, акр может считаться равным 4046,8564224 м².